# Eustachio Manfredi
Eustachio Manfredi (født 20. september 1674 i Bologna, død 15. februar 1739) var en italiensk matematiker og digter. 
Hvad hans lærde forfatterskab angår, nød han især berømmelse som astronom (han var matematisk professor ved Bolognas Universitet, fra 1704 vandbygningsdirektør og fra 1711 observator i Bologna) ved sine Ephemerides motuum coelestium, der begyndte 1715 (4 bind); desuden har han skrevet adskillige andre matematiske og naturvidenskabelige værker. 
Som digter viste Manfredi den samme klarhed og soliditet, som udmærker hans videnskabelige skrifter: han holdt sig uden for moderetningerne, tilstræbte en klassisk stil i Petrarcas, til dels også Dantes, fodspor; særlig navnkundig blev han ved den canzone, han digtede, da hans elskede, Giulia Vandi, gik i kloster. Af Manfredis Rime er en god udgave kommet i Bologna 1760.
- Replica de' bolognesi ad alcune considerazioni de' sig.ri ferraresi nella materia delle acque, 1717
- Compendio et esame del libro pubblicato in Modena col titolo Effetti dannosi che produrrà il Reno se sia messo in Po' di Lombardia, 1718
- Domenico Guglielmini, Della natura de’ fiumi, trattato fisico-matematico. Nuova edizione con le annotazioni di Eustachio Manfredi, 1739